# Limes and Napoleon
Pour les articles homonymes, voir Limes (homonymie) et Napoléon (homonymie).
Limes and Napoleon est un jeu vidéo de 1989 du développeur allemand de jeux Andreas Mettler, qui a été distribué par la société EAS Software. Limes & Napoleon a été développé pour le Commodore 64 et porté sur les systèmes Amiga et Atari ST.

## Description
Le jeu est défini comme un duel entre deux robots nommés "Limes" et "Napoleon". Au milieu du terrain de jeu se trouve la "Glitstar", une étoile animée, qui doit être transportée dans le but adverse. Cette étoile peut être ramassée par le tronc du robot et ensuite "tirée" à nouveau à l'endroit désiré sur le terrain de jeu. Chaque robot a la possibilité de se transformer en balle et d'arracher l'adversaire à ses pieds.

## Systèmes et différences de versions
Le jeu est sorti en 1989 pour les systèmes Commodore 64, Amiga et Atari ST. En tant que développeur de la version C64, Andreas Mettler était responsable de la programmation, des graphiques et de la musique. Les conversions Amiga et Atari ont été programmées par Markus Gietzen, les graphiques ont été créés par Martin Mettel et Ihsan Topaloglu, et la musique a été composée par Hans Hermann Franck. Les graphiques des versions Amiga et Atari diffèrent parfois considérablement de ceux de la version C64 ; les versions 16 bits présentent également des différences dans la structure des scénarios. Le jeu a été réédité sur CD-ROM en 2005 dans la collection C64 Classix de Thomas Steiding.

## Particularités et technologie

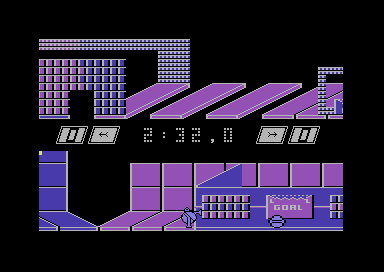
Capture d'écran du jeu.

Le jeu se concentre sur le duel en mode deux joueurs, mais peut également être joué contre un adversaire informatique seul. Le jeu est présenté dans un concept d'écran partagé. Ici, les actions des deux personnages du jeu sont montrées séparément dans une zone indépendante du champ de vision. Les deux moitiés du jeu défilent indépendamment l'une de l'autre. Cela a été réalisé en utilisant l'interruption de ligne de trame spécifique du Commodore-64.
Pour le jeu, il y a dix scénarios au choix, qui mettent en valeur différentes particularités comme les accélérateurs, les barrières, les changeurs de porte et les ascenseurs. Tous les scénarios sont déjà disponibles au début du jeu sans restrictions. En mode deux joueurs, chaque joueur sélectionne un scénario, en mode un joueur, le joueur a le choix entre les deux terrains de jeu. Chaque scénario se déroule sur trois minutes. Le vainqueur du duel est le joueur qui marque le plus de buts.